# Saint-Cyr-en-Talmondais

Saint-Cyr-en-Talmondais este o comună în departamentul Vendée, Franța. În 2009 avea o populație de 364 de locuitori.